# Пігани
Пігани (пол. Pigany) — село в Польщі, у гміні Сенява Переворського повіту Підкарпатського воєводства. Знаходиться на відстані 4 км на північ від Сіняви.
Населення — 531 особа (2011). Площа села — 515,86 гектари.

## Історія
У 1831 р. Пігани належали до парафії Пискоровичі Ярославського деканату Перемишльської єпархії, причому в парафії було 1572 осіб і парафіяльна школа.
До Другої світової війни Пігани були єдиним присілком Піскорович, у якому більшість становили поляки. В 1936 р. в Піганах проживало 136 українців-грекокатоликів, які належали до парафії Пискоровичі Сінявського деканату Перемишльської єпархії. Самі ж Піскоровичі належали до ґміни Сенява Ярославського повіту Львівського воєводства.
У середині вересня 1939 року німці окупували село, однак вже 28 вересня 1939 року мусіли відступити, оскільки за пактом Ріббентропа-Молотова правобережжя Сяну належало до радянської зони впливу. 27.11.1939 постановою Верховної Ради УРСР село у складі правобережної частини Ярославського повіту в ході утворення Львівської області включене до Любачівського повіту, а 17 січня 1940 року включене до Синявського району. 3 квітня 1940 р. РНК України своєю ухвалою постановила виселити село і мешканців переселили в Ізмаїльську область. У червні 1941, з початком Радянсько-німецької війни, Пігани знову були окуповані німцями і мешканці отримали можливість повернутися в село. В липні 1944 року радянські війська оволоділи селом, а в жовтні 1944 року правобережжя Сяну зі складу Львівської області передано Польщі.
Українців села грабували польські шовіністичні банди, трьох убили, змушували до втечі в СРСР. У 1945-46 роках з села до СРСР переселено 11 українських сімей (47 осіб). Переселенці опинилися в населених пунктах Тернопільської, Львівської та Дрогобицької областей. Решту українців у 1947 р. депортовано на понімецькі землі.
У 1975-1998 роках село належало до Перемишльського воєводства.

## Демографія
Демографічна структура станом на 31 березня 2011 року:
|          | Загалом | Допрацездатний вік | Працездатний вік | Постпрацездатний вік |
| -------- | ------- | ------------------ | ---------------- | -------------------- |
| Чоловіки | 261     | 54                 | 174              | 33                   |
| Жінки    | 270     | 61                 | 146              | 63                   |
| Разом    | 531     | 115                | 320              | 96                   |